# Bovenkop

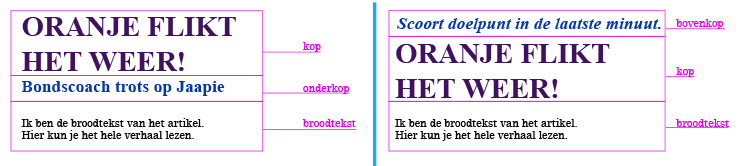
Gebruik van een bovenkop en onderkop bij een artikel

Een bovenkop, ook wel een chapeau (Frans voor hoed) genoemd, is een kop die boven de kop van een artikel wordt gedrukt. Het korps van de bovenkop is kleiner dan die van de kop zelf.
Een bovenkop geeft net als de onderkop, die onder de kop staat, wat extra informatie aan de lezer. De onderkop wordt vaak gebruikt om extra informatie te verschaffen en zo de aandacht naar zich toe te trekken. De bovenkop geeft extra informatie bij een kop die op zichzelf al volledig is.